# Nacionalni muzej palače
Nacionalni muzej palače (kin. 國立故宮博物院) nalazi se u Taipeiju i Taibau u okrugu Chiayi, Tajvan, te posjeduje stalnu kolekciju od skoro 700.000 drevnih kineskih carskih artefakata i umjetničkih djela, što ga čini jednim od najvećih muzeja tog tipa na svijetu. Zbirka obuhvaća 8.000 godina povijesti kineske umjetnosti od neolitika do suvremene umjetnosti. Veći dio kolekcije čine visoko-kvalitetni komadi koje su sakupili kineski carevi. Nacionalni muzej palače ima zajedničke korijene s Muzejom palače u Zabranjenom gradu, čija je obimna kolekcija umjetničkih dela i artefakata izgrađena na temelju carske kolekcije dinastija Ming i Qing

## Povijest
Nacionalni muzej palače izvorno je osnovan kao Muzej palače u Zabranjenom gradu 10. listopada 1925. godine, ubrzo nakon proterivanja Pu Yia, posljednjeg kineskog cara. Predmeti u muzeju sastojali su se od dragocijenosti negdašnje carske obitelji.
God. 1931., ubrzo nakon Incidenta u Mukdenu, Nacionalistička vlada generalisimusa Čang Kaj Šeka naredila je muzeju da izvrši pripreme za evakuaciju njegovih najdragocijenijih djela iz grada kako bi se spriječilo da padnu u ruke carske japanske vojske. Kao rezultat toga, od 6. veljače do 15. svibnja 1933. godine 13.491 sanduka Muzeja palače i 6.066 sanduka predmeta iz Izložbenog ureda za antičke umjetnine, Ljetne palače i Carske akademije Hanlin (Chang'an) preseljeni su u pet grupa u Šangaj. Godine 1936., zbirka je preseljena u Nanjing nakon završetka izgradnje skladišta u taoističkom samostanu Chaotian palače. Kako je carska japanska vojska napredovala dalje u unutrašnjost tijekom Drugog kinesko-japanskog rata, koji se nastavio u veći sukob, Drugi svjetski rat, kolekcija je tri puta premještana zapadnije, na nekoliko mjesta, uključujući Anshun i Leshan do predaje Japanu 1945. godine. Godine 1947., vraćen je u skladište u Nanjingu. Kineski građanski rat nastavio se nakon predaje Japanaca, što je na kraju dovelo do odluke generalisimusa Čang Kaj Šeka da evakuira umjetničke predmete na Tajvan, koji je bio pod kontrolom Kine 1945. god. Kada su se 1948. godine pogoršale borbe između komunističke i nacionalističke vojske, Muzej palače u Pekingu i drugih pet institucija donijeli su odluku da neke od najvrednijih predmeta pošalju na Tajvan. Han Lih-wu, kasniji ravnatelj muzeja, nadgledao je transport nekih zbirki od Nanjinga do luke u Keelungu na Tajvanu, od prosinca 1948. do veljače 1949. god. Do trenutka kada su predmeti stigli u Tajvan, komunistička vojska je već preuzela kontrolu nad kolekcijom Muzeja palače u Pekingu, tako da nije cijela zbirka mogla biti poslana na Tajvan. Ukupno 2.972 sanduka s artefaktima iz Zabranjenog grada preseljenih na Tajvan činili su samo 22% sanduka koji su prvobitno prebačeni na jug; ali su ti predmeti bili neki od najboljih iz kolekcije.
Kolekcija je bila uskladištena u zabačenom mjestu Beigou dok nije dovršena mala izložbena dvorana u proljeće 1956. godine. Izložbena dvorana, otvorena u ožujku 1957., bila je podijeljena u četiri galerije u kojima je bilo moguće izložiti više od 200 predmeta. Zahvaljujući donaciji SAD-a 1960. god., Republika Kina je pristupila izgradnji muzeja u predgrađu Taipeija, Waishuanxiju, koji je dovršen u kolovozu 1965. god.
Tijekom 1960-ih i 1970-ih, Kuomintang je, naglašavajući kineski nacionalizam, koristio Nacionalni muzej palače kako bi naglasio svoj stav kako je Republika Kina jedini čuvar tradicionalne kineske kulture usred društvenih promjena i Kulturne revolucije u kontinentalnoj Kini i stoga jedina legitimna vlada cijele Kine.
S druge strane, Vlada Narodne Republike Kine je tvrdila kako je zbirka ukradena i da legitimno pripada Kini, iako je Tajvan svoju kolekciju branio kao neophodan čin zaštite od uništenja, osobito tijekom Kulturne revolucije. Međutim, odnosi u vezi s ovim blagom poboljšali su se posljednjih godina, a muzej u Pekingu pristao je pozajmiti neke relikvije Nacionalnom muzeju palače za izložbu 2009. godine. Kustos Muzeja palače je izjavio kako su artefakti u muzejima na kopnu i na Tajvanu „kineska kulturna baština u zajedničkom vlasništvu ljudi širom tajvanskog tjesnaca”

## Zgrade muzeja

### Sjeverni ogranak
Glavnu zgradu Nacionalnog muzeja palače dizajnirao je Huang Baoyu, a građena je od ožujka 1964. do kolovoza 1965. god. Zbog nedovoljnog izložbenog prostora za više od 600.000 umjetnina, muzej je proširen 1967., 1970., 1984. i 1996. god. God. 2002., muzej je imao veliku obnovu koja je koštala 21 milijun američkih dolara, kako bi se muzej učinio prostranijim i modernijim. Službeno je ponovno otvoren u veljači 2007. god.
Stalne izložbe slika i kaligrafija mijenjaju se svaka tri mjeseca. Oko 3.000 komada iz muzejske zbirke može se pogledati u svakom trenutku. Iako kratke, ove izložbe su izuzetno popularne. God. 2014., muzej je organizirao tri najbolje posjećene izložbe širom svijeta, uključujući slike i kaligrafske radove Tang Yina, kao i portrete cara Qianlonga iz dinastije Qing, koje su reinterpretirali suvremeni umjetnici.

### Južni ogranak
Južni ogranak Muzeja Nacionalne palače nalazi se u Taibaou, u okrugu Chiayi, i smješten je na 70 ha uz jezero i azijski vrt. Planiranje južnog ogranka počelo je 2000. godine, a zgradu je trebao projektirati arhitekt Antoine Predock. Međutim, zbog ozbiljnih kašnjenja u izgradnji i sporova između izvođača i muzeja, u kolovozu 2010. godine odabrana je nova tvrtka Artech Inc. i arhitekt Kris Yao. Zgrada je koštala 268 milijuna $ i prostire se na 9.000 kvadratnih metara, te je otporna na zemljotrese i poplave.

## Kolekcija
| Odjeli                                             | broj predmeta |
| -------------------------------------------------- | ------------- |
| Bronca                                             | 6.225         |
| Keramika                                           | 25.555        |
| Žad                                                | 13.478        |
| Lakirane posde                                     | 767           |
| Emajlirane posude                                  | 2.520         |
| Gravure                                            | 663           |
| Oprema za pisanje                                  | 2.379         |
| Kovanice                                           | 6.953         |
| Ostali predmeti (vjerski prilozi, kostimi i nakit) | 12.978        |
| Tekstil                                            | 1.571         |
| Slike                                              | 6.580         |
| Kineska kaligrafija                                | 3.,707        |
| Kaligrafske knjige                                 | 495           |
| Tapiserija i vez                                   | 308           |
| Lepeze                                             | 1.880         |
| Rijetke knjige                                     | 212.169       |
| Dokumenti dinastrije Qing                          | 386.863       |
| Dokumenti naroda Manchu, Mongolaca i Tibetanaca    | 11.501        |
| Preslici s kamenja                                 | 898           |
| Ukupno                                             | 697.490       |

Muzej je prikupio skoro 700.000 umjetnina značajne povijesne ili umjetničke vrijednosti. S kolekcijom ove veličine, samo 1% zbirke je izloženo u bilo kom trenutku. Ostatak kolekcije čuva se u trezorima pod kontroliranom temperaturom.
- Posuda za vodu sa zavojitim uzorkom zmaja, oko 14. do sredine 11. stoljeća pr. Kr.
- Koncert u palači, oko 836. - 907.
- Zong-zhou Zhong zvono, 9. stoljeće pr. Kr.
- Mao Gong Ding, 9. stoljeće pr. Kr.
- Tanjur obitelji San, 9. stoljeće pr. Kr.
- Posuda u obliku cvijeta sa svijetlo plavo-zelenom glazurom, Ru posuđe, oko 1086. - 1106.
- Figura od žada, 19. st.
- Sjedeći portret cara Tai-cua dinastije Sung, oko 960.-976.
- Fan Kuan, Putnici među planinama i potocima, oko 1000.
- Cui Bai, Gajde i zec, oko 1061.
- Guo Xi, Rano proljeće, 1072.
- Li Tang, 'Vetar u borovima među bezbrojnim dolinama, 1124.
- Li Di, Krdo volova na kiši i vjetru, 12. st.
- Liang Kai, Besmrtni u prosutoj tinti, 1200.
- Ma Lin, Osluškivajući zvuk borova, 13. st.
- Portret carice Chabi, oko 1271.-'81.
- Liu Guandao, Portret Kublaj Kana, oko 1271.-'94.
- Ma Yuan, Šetnja planinskom stazom u proljeće, 13. st.
- Shen Zhou, Široka planina Lu, 1467.

## Vanjske poveznice
|  | Zajednički poslužitelj ima još gradiva o temi Nacionalni muzej palače |

- National Palace Museum: službene stranice  Arhivirana inačica izvorne stranice od 15. studenoga 2019. (Wayback Machine) (engl.)
- Southern Branch of the National Palace Museum: službene stranice  Arhivirana inačica izvorne stranice od 3. srpnja 2020. (Wayback Machine) (engl.)

25°06′07″N 121°32′55″E / 25.10194°N 121.54861°E